# Amatepec (Ilamatlán)
Amatepec es una congregación del municipio de Ilamatlán ubicado en la región de la Huasteca Baja del estado mexicano de Veracruz.

## Geografía
La localidad de Amatepec se sitúa en las coordenadas geográficas 20°47′28″N 98°24′30″O / 20.791111, -98.408333, a una elevación de 751 metros sobre el nivel del mar.

## Demografía
Según el Conteo de Población y Vivienda 2020, efectuado por el Instituto Nacional de Estadística y Geografía, la localidad de Amatepec tiene 734 habitantes, de los cuales 348 son del sexo masculino y 386 del sexo femenino. La tasa de fecundidad es de 2.72 hijos por mujer y tiene 226 viviendas particulares habitadas.
| Gráfica de evolución demográfica de Amatepec entre 1900 y 2020 |
|                                                                |
| INEGI.                                                         |